# Maarten Stekelenburg
Maarten Stekelenburg (prononcé en néerlandais : [ˈmaːrtə(n) ˈsteːkələ(m)ˌbʏr(ə)x]), né le 22 septembre 1982 à Haarlem, est un ancien footballeur international néerlandais jouant au poste de gardien de but.
Il commence sa carrière avec l'Ajax Amsterdam en 2002, où il intègre le club des Cent, puis passe par les championnats italien, anglais et français. Avec sa sélection, il participe à la Coupe du monde 2006 et 2010 (dont la finale) et à l'Euro 2008 et 2012, avant de revenir pour l'édition 2020. Il prend sa retraite professionnelle en 2023.

## Biographie

### Ajax Amsterdam
Maarten Stekelenburg fait ses débuts officiels avec l’Ajax Amsterdam le 24 février 2002, à l’âge de dix-neuf ans. Il remporte son premier trophée en 2004, lorsque l’Ajax s’impose dans le championnat néerlandais. Stekelenburg joue une dizaine de matchs cette saison-là et doit attendre la saison 2005-2006 pour obtenir le poste de gardien numéro un. En 2008, Stekelenburg est nommé Joueur de l’année de l'Ajax. Le début de saison 2008-2009 est marqué par les blessures pour Stekelenburg qui doit laisser sa place de gardien titulaire à Kenneth Vermeer. Une fois rétabli, il retrouve sa place de titulaire dans les cages de l'Ajax. Stekelenburg est de nouveau champion des Pays-Bas lors de sa dernière saison sous le maillot de l'Ajax en 2011.

### AS Rome
Le 31 juillet 2011, il signe un contrat de quatre ans avec l'AS Rome. Titulaire lors de sa première saison avec le club romain, Stekelenburg perd sa place au profit de Bogdan Lobonț. Il participe à 55 matchs toutes compétitions confondues avec l'AS Rome en l'espace de deux saisons.

### Fulham et prêts à Monaco et Southampton
Le 3 juin 2013, Stekelenburg rejoint le club londonien de Fulham où il doit remplacer Mark Schwarzer. Il dispute vingt-et-un matchs avec le club anglais lors de cette première saison sous le maillot du club évoluant en Premier League.
Le 9 août 2014, il est prêté pour une saison avec option d'achat à l'AS Monaco. Il ne joue son premier match que le 17 décembre 2014 face à l'Olympique lyonnais en huitièmes de finale de la Coupe de la Ligue. Lors de la séance de tirs au but, il qualifie son équipe en sortant la tentative de Jordan Ferri. En demi-finale de cette même compétition, il ne peut en revanche éviter l'élimination de son équipe lors d'une nouvelle séance de tirs au but remportée par le SC Bastia (6 à 7). Les beaux parcours du club monégasque dans les coupes nationales lui permettent également de disputer un quart de finale de Coupe de France face au Paris Saint-Germain (défaite 2-0). Le 22 mars 2014, il bénéficie d'une blessure à la hanche de Danijel Subašić pour disputer son seul et unique match de championnat. Il réintègre l'effectif des Cottagers à l'issue de la saison après avoir pris part à huit rencontres toutes compétitions confondues avec l'ASM.
Le 22 juin 2015, le gardien est prêté pour un an au Southampton FC en raison de la blessure de Fraser Forster. Le 30 juillet suivant, il fait ses débuts européens lors d'un match contre le Vitesse Arnhem (victoire 3-0). Stekelenburg porte le maillot des Saints à vingt-cinq reprises et repart à Fulham lors de l'été 2016.

### Everton FC
Le 1er juillet 2016, Stekelenburg s'engage pour trois ans avec l'Everton FC.
Le 30 juillet 2018, il prolonge son contrat jusqu'en 2020.

### Retour à l'Ajax Amsterdam
Libre de tout contrat, il retourne à l'Ajax Amsterdam fin juillet 2020.

### En sélection
Le 3 septembre 2004, Stekelenburg honore sa première sélection avec les Oranje face au Liechtenstein (victoire 3-0).
Il participe à la Coupe du monde 2006 avec l'équipe des Pays-Bas et à l'Euro 2008 en tant que gardien remplaçant et il est titulaire dans les cages néerlandaises pour la Coupe du monde 2010. Auteur d'arrêts décisifs face à l'Espagne en finale de la compétition, son équipe s'incline finalement 1-0.
Il participe à l'Euro 2012 en tant que premier gardien.
Le 7 octobre 2016, il est titularisé dans les cages néerlandaises après quatre ans d'absence en sélection à la suite de la blessure de Jasper Cillessen.
Il est retenu pour disputer l'Euro 2020 en tant que troisième gardien.

## Statistiques

### En club
| Saison                | Club                  | Championnat           | Championnat | Championnat | Coupe nationale | Coupe nationale | Coupe de la Ligue | Coupe de la Ligue | Supercoupe | Supercoupe | Compétition(s) continentale(s) | Compétition(s) continentale(s) | Compétition(s) continentale(s) | Total | Total |
| Saison                | Club                  | Division              | M.          | B.          | M.              | B.              | M.                | B.                | M.         | B.         | Comp.                          | M.                             | B.                             | M.    | B.    |
| 2002-2003             | Ajax Amsterdam        | Eredivisie            | 9           | 0           | -               | -               | -                 | -                 | 1          | 0          | C1                             | 3                              | 0                              | 13    | 0     |
| 2003-2004             | Ajax Amsterdam        | Eredivisie            | 10          | 0           | -               | -               | -                 | -                 | -          | -          | C1                             | 1                              | 0                              | 11    | 0     |
| 2004-2005             | Ajax Amsterdam        | Eredivisie            | 11          | 0           | 1               | 0               | -                 | -                 | 1          | 0          | C1+C3                          | 2+2                            | 0                              | 17    | 0     |
| 2005-2006             | Ajax Amsterdam        | Eredivisie            | 27+4        | 0           | 4               | 0               | -                 | -                 | -          | -          | C1                             | 6                              | 0                              | 41    | 0     |
| 2006-2007             | Ajax Amsterdam        | Eredivisie            | 32+4        | 0           | 4               | 0               | -                 | -                 | 1          | 0          | C1+C3                          | 2+7                            | 0                              | 50    | 0     |
| 2007-2008             | Ajax Amsterdam        | Eredivisie            | 31+4        | 0           | 1               | 0               | -                 | -                 | 1          | 0          | C1+C3                          | 2+2                            | 0                              | 41    | 0     |
| 2008-2009             | Ajax Amsterdam        | Eredivisie            | 12          | 0           | 1               | 0               | -                 | -                 | -          | -          | C3                             | 2                              | 0                              | 15    | 0     |
| 2009-2010             | Ajax Amsterdam        | Eredivisie            | 33          | 0           | 7               | 0               | -                 | -                 | -          | -          | C3                             | 10                             | 0                              | 50    | 0     |
| 2010-2011             | Ajax Amsterdam        | Eredivisie            | 26          | 0           | 4               | 0               | -                 | -                 | 1          | 0          | C1+C3                          | 10+3                           | 0                              | 44    | 0     |
| Sous-total            | Sous-total            | Sous-total            | 203         | 0           | 22              | 0               | -                 | -                 | 5          | 0          | -                              | 52                             | 0                              | 282   | 0     |
| 2011-2012             | AS Rome               | Serie A               | 29          | 0           | 2               | 0               | -                 | -                 | -          | -          | C3                             | 2                              | 0                              | 33    | 0     |
| 2012-2013             | AS Rome               | Serie A               | 19          | 0           | 3               | 0               | -                 | -                 | -          | -          | -                              | -                              | -                              | 22    | 0     |
| Sous-total            | Sous-total            | Sous-total            | 48          | 0           | 5               | 0               | -                 | -                 | -          | -          | -                              | 2                              | 0                              | 55    | 0     |
| 2013-2014             | Fulham FC             | Premier League        | 19          | 0           | 1               | 0               | 1                 | 0                 | -          | -          | -                              | -                              | -                              | 21    | 0     |
| Sous-total            | Sous-total            | Sous-total            | 19          | 0           | 1               | 0               | 1                 | 0                 | -          | -          | -                              | -                              | -                              | 21    | 0     |
| 2014-2015             | AS Monaco FC (prêt)   | Ligue 1               | 1           | 0           | 4               | 0               | 3                 | 0                 | -          | -          | -                              | -                              | -                              | 8     | 0     |
| 2015-2016             | Southampton FC (prêt) | Premier League        | 17          | 0           | 1               | 0               | 3                 | 0                 | -          | -          | C3                             | 4                              | -                              | 25    | 0     |
| Sous-total            | Sous-total            | Sous-total            | 18          | 0           | 5               | 0               | 6                 | 0                 | -          | -          | -                              | 4                              | 0                              | 33    | 0     |
| 2016-2017             | Everton FC            | Premier League        | 19          | 0           | -               | -               | 2                 | 0                 | -          | -          | -                              | -                              | -                              | 21    | 0     |
| 2017-2018             | Everton FC            | Premier League        | -           | -           | -               | -               | 1                 | 0                 | -          | -          | C3                             | 2                              | 0                              | 3     | 0     |
| 2018-2019             | Everton FC            | Premier League        | -           | -           | -               | -               | 2                 | 0                 | -          | -          | -                              | -                              | -                              | 2     | 0     |
| 2019-2020             | Everton FC            | Premier League        | -           | -           | -               | -               | -                 | -                 | -          | -          | -                              | -                              | -                              | 0     | 0     |
| Sous-total            | Sous-total            | Sous-total            | 19          | 0           | -               | -               | 5                 | 0                 | -          | -          | -                              | 2                              | 0                              | 26    | 0     |
| 2020-2021             | Ajax Amsterdam        | Eredivisie            | 13          | 0           | 3               | 0               | -                 | -                 | -          | -          | C3                             | 5                              | 0                              | 21    | 0     |
| 2021-2022             | Ajax Amsterdam        | Eredivisie            | 7           | 0           | 1               | 0               | -                 | -                 | -          | -          | C1                             | -                              | -                              | 8     | 0     |
| Sous-total            | Sous-total            | Sous-total            | 20          | 0           | 4               | 0               | -                 | -                 | -          | -          | -                              | 5                              | 0                              | 29    | 0     |
| Total sur la carrière | Total sur la carrière | Total sur la carrière | 327         | 0           | 37              | 0               | 12                | 0                 | 5          | 0          | -                              | 64                             | 0                              | 445   | 0     |

### En sélection
| Sélection | Année | Statistiques | Statistiques |
| Sélection | Année | Matchs       | Buts         |
| --------- | ----- | ------------ | ------------ |
| Pays-Bas  | 2004  | 1            | 0            |
| Pays-Bas  | 2005  | -            | -            |
| Pays-Bas  | 2006  | 2            | 0            |
| Pays-Bas  | 2007  | 7            | 0            |
| Pays-Bas  | 2008  | 5            | 0            |
| Pays-Bas  | 2009  | 9            | 0            |
| Pays-Bas  | 2010  | 15           | 0            |
| Pays-Bas  | 2011  | 5            | 0            |
| Pays-Bas  | 2012  | 10           | 0            |
| Pays-Bas  | 2013  | -            | -            |
| Pays-Bas  | 2014  | -            | -            |
| Pays-Bas  | 2015  | -            | -            |
| Pays-Bas  | 2016  | 4            | 0            |
| Pays-Bas  | 2017  | -            | -            |
| Pays-Bas  | 2018  | -            | -            |
| Pays-Bas  | 2019  | -            | -            |
| Pays-Bas  | 2020  | -            | -            |
| Pays-Bas  | 2021  | 5            | 0            |
| Pays-Bas  | Total | 63           | 0            |

Mis à jour le 27 juin 2021

## Palmarès

### En club
Sous les couleurs de l'Ajax Amsterdam, Maarten Stekelenburg est champion des Pays-Bas 2004, 2011 et 2022 et vice-champion à cinq reprises en 2003, 2005, 2007, 2008 et 2010. Il remporte la Coupe des Pays-Bas 2006, 2007 et 2010 mais s'incline en finale en 2011. Il soulève également quatre Supercoupes des Pays-Bas 2002, 2005, 2006 et 2007.
Parti ensuite à l'AS Rome, il est finaliste de la Coupe d'Italie en 2013.

### En sélection
Avec les Pays-Bas, il est finaliste de la Coupe du monde 2010.